# Palpimanus processiger
Palpimanus processiger is een spinnensoort uit de familie Palpimanidae. De soort komt voor in Congo.